# Tate-Streifenbeutler

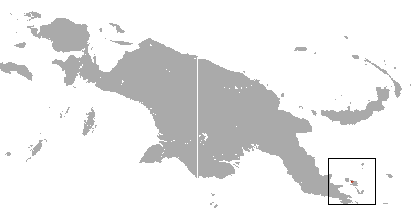
Lage der Fergusson-Insel im Südosten von Papua-Neuguinea

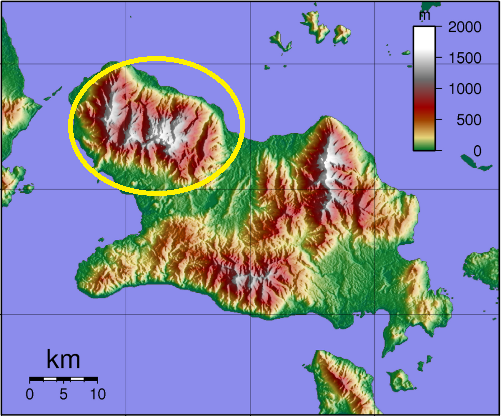
Im gelben Kreis, das Verbreitungsgebiet des Tate-Streifenbeutlers auf der Fergusson-Insel

Der Tate-Streifenbeutler (Dactylopsila tatei), auch Fergusson-Streifenbeutler genannt, ist eine nur auf der Fergusson-Insel im Südosten von Papua-Neuguinea vorkommende Art der Gleitbeutler (Petauridae).

## Merkmale
Der Tate-Streifenbeutler erreicht eine Kopfrumpflänge von 21 bis 27 cm, hat einen 26 bis 29 cm langen Schwanz und erreicht ein Gewicht von etwa 250 g. Das Fell ist weißlich bis hellgrau. Drei dunkelbraune bis schwarze Streifen verlaufen auf dem Rücken. Wie der Langfinger-Streifenbeutler (Dactylopsila palpator) hat der Tate-Streifenbeutler einen relativ kurzen, schwarzen Schwanz mit weißer Spitze. Der vierte Finger, der beim Langfinger-Streifenbeutler stark verlängert ist, ist beim Tate-Streifenbeutler normal lang.

## Lebensraum und Lebensweise
Bisher wurde der Tate-Streifenbeutler nur im Westen seiner Heimatinsel in einem tropischen Bergregenwald in Höhen von 600 bis 1000 Metern gefunden. Er ist nachtaktiv, baumbewohnend (arboreal) und ernährt sich vor allem von Früchten und Insekten. Den Tag verbringen die Tiere in aus trockenem Laub gebauten Nestern in Baumhöhlen.  Genaueres über Verhaltensweisen und die Fortpflanzung ist nicht bekannt.

## Gefährdung
Die IUCN stuft den Tate-Streifenbeutler als stark gefährdet (Endangered) ein. Grund ist die Seltenheit der Tiere und das weniger als 200 km² kleine Verbreitungsgebiet. Nach der Erstbeschreibung im Jahr 1952 wurden nur wenige weitere Exemplare gefunden. Ob die Art auch in anderen Bereichen der Insel vorkommt, ist ungewiss.

## Belege
1. 1 2 3  Stephen Jackson: Family Petauridae (Striped Possums, Leadbeater's Possum and Lesser Gliders). S. 559 – 560 in Don E. Wilson, Russell A. Mittermeier: Handbook of the Mammals of the World – Volume 5. Monotremes and Marsupials. Lynx Editions, 2015, ISBN 978-84-96553-99-6
2. ↑  Dactylopsila tatei in der Roten Liste gefährdeter Arten der IUCN 2016. Eingestellt von: Leary, T., Wright, D., Hamilton, S., Singadan, R., Menzies, J., Bonaccorso, F., Helgen, K., Seri, L. & Allison, A., 2015. Abgerufen am 29. Juni 2018.